# Cayo Helvio Cinna
Cayo Helvio Cina o Cayo Helvio Cinna (en latín: Gaius Helvius Cinna; Brixia, actual Brescia, c. 85 a. C.-Roma, 20 de marzo del 44 a. C.) fue un político y poeta romano del siglo I a. C., uno de los más destacados representantes de los llamados poetas neotéricos.

## Biografía
Nacido quizá en Brixia, pero en todo caso en la Galia Cisalpina, fue amigo del poeta veronés Catulo y con él marchó a Bitinia el año 57 a. C., en el séquito del pretor Gaio Memmio; allí fue discípulo de Partenio de Nicea, a quien además se trajo de vuelta a Roma, donde tendría como discípulo también a Virgilio. Vivió en los convulsos últimos tiempos de la República romana y era al parecer pariente lejano de Julio César; en el año 44 a. C. fue tribuno de la plebe; víctima de la homonimia de su nombre con el de Lucius Cornelius Cinna, quien había participado en la conjura contra Julio César, fue asesinado por error por la turba furiosa tras los funerales del dictador, aunque las circunstancias aún hoy aparecen algo confusas. Este hecho fue novelizado por el escritor argentino Manuel Mújica Láinez en un capítulo de su novela El escarabajo (1982).

## Obras
Cicerón lo situaba entre los poetas romanos admiradores del helenismo alejandrino que llamó poetae novi o neotéricos. Su obra Zmyrna, que tardó nueve años en componer, supone una de las muestras más representativas del grupo, pero de ella solo nos han quedado tres versos. Se trata de un epilio mitológico centrado en el amor incestuoso de Esmirna (o Mirra) hacia su padre, Cíniras, tratado a la erudita, redicha y alusiva manera de los poetas alejandrinos. Catulo, otro neotérico, declaró su amistad al autor (X, 29–30: meus sodalis / Cinna est Gaius), y también debió serlo de Asinio Polión, ya que le dedicó un Propempticon Pollionis que no ha llegado a la actualidad, pero cita Carisio; este género de poemas líricos describía el itinerario, monumentos y vicisitudes de un viaje. Isidoro de Sevilla nos ha conservado un epigrama suyo, de muy rebuscado estilo, formado por dos dísticos elegíacos, gracias al cual sabemos que había viajado a Bitinia y de allí se había traído un ejemplar de la obra de Arato. Cuando la Zmyrna fue completada, ca. 55 a. C., Catulo la calificó como un gran logro "tras nueve cosechas y nueve inviernos de elaboración". Seguramente a este hecho aludía el poeta Horacio en su Ars poetica o Epistula ad Pisones cuando afirmaba que había que guardar nueve años cada obra en un cajón sin publicarla antes de revisarla. De hecho, el poema estaba provisto de una erudición tan oscura que ya en su época se compusieron comentarios y glosas para poderlo entender; el asunto ya lo había tratado su maestro Partenio en su compilación de mitos dedicada a Cornelio Galo.
Ovidio lo incluyó en su lista de célebres poetas y escritores eróticos (Tristia 2.435), y Jonathan August Weichert reunió cuanto quedaba de su obra y estudió su vida e influencia.